# Dritte Wahl
Dritte Wahl — niemiecki zespół punkrockowy z Rostocku.
Powstał w 1988 roku z inicjatywy Holm'a, który opuścił zespół w 1991. Zespół tworzy teksty apolityczne. W 1998 zespół założył własną wytwórnię Rausch Records. W 2005 w wieku 35 lat na raka wątroby zmarł wokalista Marko Busch.

## Dyskografia
- 1991: Raff dich auf, Demo Tape
- 1992: Rari Tape, Demo Tape
- 1992: Fasching in Bonn, CD/LP
- 1994: Auge um Auge, CD/LP
- 1995: 6 Track Split (z Dödelhaie, CD/10“ Vinyl)
- 1996: Nimm drei, CD/LP
- 1996: Nimm drei, Video
- 1998: Strahlen, CD/LP
- 1998: Hallo Erde, 7“ Vinyl
- 1999: Delikat, CD/LP
- 2000: Heimspiel, EP (pod pseudonimem Kollektiv Hein Butt)
- 2001: Und jetzt?, MCD/10“
- 2001: Halt mich fest, CD/LP
- 2002: Roggen Roll, CD/LP
- 2003: Meer Roggen Roll, CD/LP
- 2003: Die sonderbare Tape-CD, CD
- 2004: Tooth For Tooth, CD/LP
- 2005: Fortschritt, CD/LP
- 2006: Drei Live, DVD
- 2007: Singles, CD
- 2008: 20 Jahre Dritte Wahl, DVD
- 2009: 20 Jahre 20 Songs, CD
- 2010: Gib Acht, CD/LP